# O Vertigo
O Vertigo, fondée en 1984 par la chorégraphe Ginette Laurin, est une compagnie de danse contemporaine établie à Montréal au Québec. Les bureaux administratifs de la compagnie sont situés au 175, rue Sainte-Catherine Ouest au centre-ville de Montréal.

## Historique
Après une carrière solo commencée en 1978, la chorégraphe et danseuse Ginette Laurin crée la compagnie de danse O Vertigo à Montréal en 1984. Il s'agit d'une compagnie qui se consacre à la création en nouvelle danse et à la diffusion des œuvres de sa fondatrice, directrice artistique et chorégraphe, Ginette Laurin. Salués par la critique internationale, les spectacles Chagall, Don Quichotte, Train d'enfer, La Chambre blanche, Déluge et Luna ont été présentés dans une centaine de villes à travers le monde, notamment New York, Tokyo, Mexico, São Paulo, Vienne et Londres, sans compter de très fréquentes présences à Montréal.
O Vertigo a aussi ouvert un centre de Création à la Place des Arts, la compagnie permettant ainsi d'accueillir des artistes (danseurs) en résidence. Offerts depuis 1997, les stages intensifs proposent une formation de haut calibre et attirent chaque année une clientèle internationale